# Paul Cremona
Paul Cremona (La Valletta, 25 gennaio 1946 – Birchircara, 18 marzo 2025) è stato un arcivescovo cattolico maltese.

## Biografia
Nacque il 25 gennaio 1946 a La Valletta.
Entrato nell'Ordine dei frati predicatori, emise la professione solenne il 29 settembre 1967.
Il 22 marzo 1969 fu ordinato sacerdote. Inviato a Roma, conseguì il dottorato in teologia presso l'Angelicum.
Tornato a Malta, fu superiore provinciale dei Frati Predicatori per due quadrienni.
Parroco della Chiesa di Gesù Nazareno a Malta, il 2 dicembre 2006 fu nominato arcivescovo di Malta; ricevette l'ordinazione episcopale il 26 gennaio 2007 per l'imposizione delle mani dell'arcivescovo emerito di Malta Joseph Mercieca, coconsacranti il nunzio apostolico a Malta Félix del Blanco Prieto e il vescovo ausiliare di Tirana-Durazzo George Anthony Frendo, suo amico di vecchia data.
Il 18 ottobre 2014 papa Francesco accolse la sua rinuncia anticipata al governo pastorale dell'arcidiocesi per motivi di salute.
Morì il 18 marzo 2025 a Birchircara all'età di 79 anni. In seguito ai solenni funerali presieduti dall'arcivescovo Charles Scicluna il 22 marzo nella concattedrale di San Giovanni Battista, venne sepolto dopo una cerimonia privata presso la chiesa di San Domenico e della Beata Vergine di Rabat.

## Genealogia episcopale e successione apostolica
La genealogia episcopale è:
- Cardinale Scipione Rebiba
- Cardinale Giulio Antonio Santori
- Cardinale Girolamo Bernerio, O.P.
- Arcivescovo Galeazzo Sanvitale
- Cardinale Ludovico Ludovisi
- Cardinale Luigi Caetani
- Cardinale Ulderico Carpegna

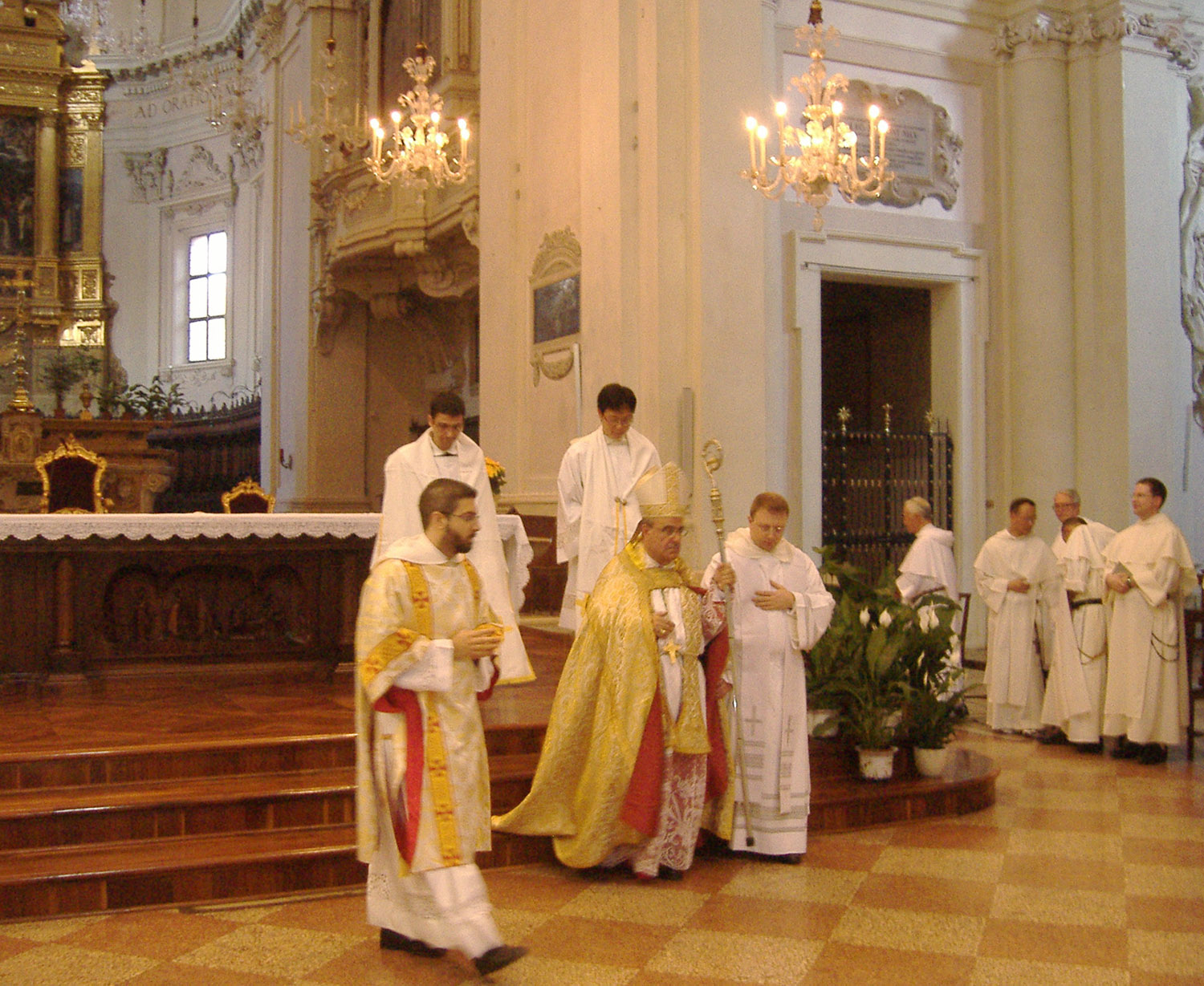
L'arcivescovo Paul Cremona durante i vespri nella Basilica di San Domenico a Bologna (3 agosto 2007)

- Cardinale Paluzzo Paluzzi Altieri degli Albertoni
- Papa Benedetto XIII
- Papa Benedetto XIV
- Papa Clemente XIII
- Cardinale Bernardino Giraud
- Cardinale Alessandro Mattei
- Cardinale Pietro Francesco Galleffi
- Cardinale Giacomo Filippo Fransoni
- Cardinale Carlo Sacconi
- Cardinale Edward Henry Howard
- Cardinale Mariano Rampolla del Tindaro
- Cardinale Rafael Merry del Val
- Arcivescovo Mauro Caruana, O.S.B.
- Arcivescovo Michael Gonzi
- Arcivescovo Joseph Mercieca
- Arcivescovo Paul Cremona, O.P.

La successione apostolica è:
- Cardinale Prosper Grech, O.S.A. (2012)
- Arcivescovo Charles Jude Scicluna (2012)